# Emil Forselius
Emil Forselius (født 23. november 1974 i Västervik, død 2. marts 2010 i Stockholm) var en svensk skuespiller, der blev belønnet med den svenske pris Guldbagge for sin birolle som Lasse i filmen Tic Tac (1997).
Han boede på Hasselakollektivet i perioden 1991-1992, og dimitterede fra Teaterhögskolan i Stockholm i 2002.
Den 2. marts 2010 blev han fundet død af sin mor i sin lejlighed i Stockholm. Dødsårsagen var selvmord som følge af en langvarig depression.

## Udvalgt filmografi
- Tic Tac (1997)
- Beck (tv-serie, 1998)
- Den sidste kontrakt (1998)
- Naken (2000)
- Nedtælling (2001)
- Kommer du med mig då (2003)
- Belinder auktioner (tv-serie, 2003)
- Virus (kortfilm, 2006)
- Hombres (tv-serie, 2006)
- Himmelblå (tv-serie, 2008)
- Wallander (tv-serie, 2010)

## Eksterne links
- Emil Forselius på Internet Movie Database (engelsk)
- Emil Forselius på Svensk Filmdatabas (svensk)
- Emil Forselius på The Movie Database (engelsk)
- Hjemmeside Arkiveret 6. marts 2010 hos  Wayback Machine